# Saison 1979-1980 de l'Association des sports de glace de Tours
Autres saisons
Saison précédente Saison suivante
Les Mammouths de Tours disputent la saison 1979-1980 au sein de la Nationale A, l'élite du hockey sur glace français.

## Contexte
Les Mammouths (du nom du sponsor) ont fini la saison 1979-1980, leur 2e au plus haut niveau, sur un titre de vice-champions de France.
Premier club engagé sur une voie de semi-professionnalisation et recrutant des Franco-Canadiens comme André Peloffy ou Marc Audisio, Tours pratique une politique qui suscite l'hostilité en particulier des clubs formateurs.

### Effectifs
L'effectif de l'équipe de Tours est le suivant :
| - Frédéric Maletroit - Joe Fiedler - Pascal Del Monaco - Patrick Sawyerr - Guy Galliay - Charles Thillien - Jean-Paul Sandillon | - Patrick Partouche - Alain Blanchet - Patrick Aldrich - Franck Fasilleau - Philippe Quinsac - Jean-Yves Decock - Gilles De Saint-Germain | - André Peloffy - John Stinco - Bernard Bonnarme - Yvon Bourgaut - Christophe Pasquier - Philippe Decock | - Entraîneur : Adolf Sprincl - Président : Albert Pasquier |

## Première phase

### Matchs
Chaque équipe rencontre les neuf autres en match aller-retour.
| Journée     | Date                     | Lieu      | Adversaire       | Score[A] |
| ----------- | ------------------------ | --------- | ---------------- | -------- |
| 1re journée | samedi 6 octobre 1979    | Extérieur | Gap              | 4-4      |
| 2e journée  | samedi 13 octobre 1979   | Domicile  | Grenoble         | 9-7      |
| 3e journée  | dimanche 21 octobre 1979 | Extérieur | Viry-Châtillon   | 7-10     |
| 4e journée  | samedi 27 octobre 1979   | Extérieur | Chamonix         | 3-7      |
| 5e journée  | samedi 3 novembre 1979   | Domicile  | Saint-Gervais    | 5-3      |
| 6e journée  | samedi 10 novembre 1979  | Extérieur | Villard-de-Lans  | 4-5      |
| 7e journée  | samedi 17 novembre 1979  | Extérieur | Caen             | 5-5      |
| 8e journée  | samedi 24 novembre 1979  | Domicile  | Français Volants | 5-4      |
| 9e journée  | samedi 1er décembre 1979 | Extérieur | Megève           | 7-4      |
| 10e journée | samedi 8 décembre 1979   | Domicile  | Gap              | 9-3      |
| 11e journée | samedi 15 décembre 1979  | Extérieur | Grenoble         | 6-9      |
| 12e journée | samedi 22 décembre 1979  | Domicile  | Viry-Châtillon   | 6-4      |
| 13e journée | samedi 5 janvier 1980    | Domicile  | Chamonix         | 13-6     |
| 14e journée | samedi 12 janvier 1980   | Extérieur | Saint-Gervais    | 6-2      |
| 15e journée | samedi 19 janvier 1980   | Domicile  | Villard-de-Lans  | 11-5     |
| 16e journée | samedi 26 janvier 1980   | Domicile  | Caen             | 10-4     |
| 17e journée | dimanche 3 février 1980  | Extérieur | Français Volants | 5-12     |
| 18e journée | samedi 9 février 1980    | Domicile  | Megève           | 16-4     |

### Classement
|    | Équipe          | PJ | Pts | V. | N. | P. | Bp  | Bc  | Diff |
| -- | --------------- | -- | --- | -- | -- | -- | --- | --- | ---- |
| 1  | Tours           | 18 | 30  | 14 | 2  | 2  | 139 | 88  | +51  |
| 2  | Chamonix        | 18 | 26  | 13 | 0  | 5  | 112 | 86  | +26  |
| 3  | Gap             | 18 | 19  | 8  | 3  | 7  | 89  | 80  | +9   |
| 4  | Grenoble        | 18 | 19  | 9  | 1  | 8  | 92  | 94  | -2   |
| 5  | Saint-Gervais   | 18 | 18  | 8  | 2  | 8  | 102 | 93  | +9   |
| 6  | Caen            | 18 | 17  | 7  | 3  | 8  | 113 | 110 | +3   |
| 7  | Megève          | 18 | 15  | 6  | 3  | 9  | 91  | 111 | -20  |
| 8  | Viry-Châtillon  | 18 | 13  | 6  | 1  | 11 | 87  | 113 | -26  |
| 9  | Villard-de-Lans | 18 | 12  | 5  | 2  | 11 | 82  | 102 | -20  |
| 10 | FV Paris        | 18 | 11  | 5  | 1  | 12 | 94  | 124 | -30  |

L'ASGT remporte la première phase et se qualifie pour la poule finale avec les 5 équipes suivantes. André Péloffy finit second au classement des meilleurs buteurs, à égalite de point vace le chamoniard Luc Tardif.

## Poule finale
Les points de la première phase ne comptent plus que pour la moitié de ceux obtenus en phase finale (où l'on accorde donc quatre points pour une victoire et deux pour un match nul).
|   | Équipe        | PJ | Pts | V. | N. | P. | Bp  | Bc | Diff |
| - | ------------- | -- | --- | -- | -- | -- | --- | -- | ---- |
| 1 | Tours         | 10 | 68  | 9  | 1  | 0  | 103 | 49 | +54  |
| 2 | Chamonix      | 10 | 52  | 6  | 1  | 3  | 62  | 57 | +5   |
| 3 | Saint-Gervais | 10 | 42  | 6  | 0  | 4  | 68  | 70 | -2   |
| 4 | Gap           | 10 | 35  | 4  | 0  | 6  | 36  | 48 | -12  |
| 5 | Grenoble      | 10 | 29  | 2  | 1  | 7  | 57  | 80 | -23  |
| 6 | Caen          | 10 | 23  | 1  | 1  | 8  | 54  | 76 | -22  |

## Bilan
Tours remporte son premier et unique titre de champion de France. Cette victoire marque un tournant dans l'histoire du hockey français, car c'est la première d'un club « de plaine », en dehors des métropoles Paris et Lyon où le hockey est apparu.